# Paramount Network (quốc tế)
Paramount Network là một nhãn hiệu kênh truyền hình quốc tế thuộc sở hữu và điều hành bởi bộ phận Paramount International Networks của Paramount Global. Kênh phát sóng những bộ phim của Paramount Pictures cùng với các chương trình truyền hình được tuyển chọn. Nhãn hiệu được ra mắt và lên sóng lần đầu tại Tây Ban Nha vào ngày 30 tháng 3 năm 2012 với tên gọi Paramount Channel, đã và đang hoạt động tại nhiều khu vực trên khắp châu Âu, Đông Phi, Mỹ Latinh và châu Á.

## Lịch sử

### Paramount Channel
Cho đến nay, kênh Paramount Channel đã được ra mắt tại Tây Ban Nha vào tháng 3 năm 2012, Pháp vào tháng 9 năm 2013. Vào tháng 1 năm 2014, kênh được ra mắt tại Nga và România, tháng 2 tại Hungary, đến tháng 11, kênh truyền hình này đã quay trở lại với diện mạo và tên gọi mới tại khu vực Mỹ Latinh sau khoảng thời ngừng hoạt động trước đó. Kênh được lên sóng tại Thụy Điển vào tháng 12 năm 2014 và tại Ba Lan vào tháng 3 năm 2015. Vào năm 2016, kênh được ra mắt tại Ý và Thái Lan lần lượt vào tháng 2 và tháng 5 và tại Trung Đông vào tháng 4 năm 2017.

### Tái ra mắt với tên gọi Paramount Network

Biểu trưng của Paramount Network không có hình ngọn núi ở phía sau, được sử dụng từ năm 2018

Vào tháng 5 năm 2018, Viacom thông báo rằng kênh Paramount Channel gốc tại Tây Ban Nha sẽ được tái ra mắt dưới dạng phiên bản địa phương của kênh Paramount Network đến từ Hoa Kỳ, chuyển sang phát sóng các loạt phim truyền hình và điện ảnh. Điều tương tự cũng diễn ra tại Ý vào ngày 16 tháng 3 năm 2019 và Mỹ Latinh vào ngày 14 tháng 4 năm 2020. Ngày 20 tháng 10 năm 2020, một thông báo được đưa ra cho biết rằng tại Hungary, kênh cũng được đổi tên thành Paramount Network và ngày ra mắt với tên gọi mới này được xác nhận là vào ngày 23 tháng 11 cùng năm. Kênh Paramount tại Hungary chính thức được đổi tên thành Paramount Network vào ngày 17 tháng 12 năm 2020. Paramount Network chính thức ra mắt vào ngày 12 tháng 1 năm 2021. Vào ngày 26 tháng 1 năm 2021, trên trang Facebook chính thức của Paramount Channel Asia thông báo rằng ViacomCBS đã quyết định đổi tên thương hiệu kênh Paramount Channel tại Thái Lan, Malaysia và khu vực Thái Bình Dương (bao gồm cả Philippines) thành Paramount Network vào ngày 1 tháng 2 năm 2021.

## Danh sách kênh

### Đang hoạt động
| Quốc gia             | Tên gọi           | Ngày phát sóng      | Tên gọi cũ |
| -------------------- | ----------------- | ------------------- | --- |
| Hoa Kỳ               | Paramount Network | 7 tháng 3 năm 1983  | The Nashville Network (1983–2000) The National Network (2000–2001) The New TNN (2001–2003) Spike TV (2003–2006) Spike (2006–2018) |
| Tây Ban Nha          | Paramount Network | 30 tháng 3 năm 2012 | Paramount Channel (2012–2018) |
| Pháp                 | Paramount Network | 5 tháng 9 năm 2013  | Paramount Channel (2013–2025) |
| Hungary              | Paramount Network | 14 tháng 2 năm 2014 | Paramount Channel (2014-2020) |
| Mỹ Latinh (hồi sinh) | Paramount Network | Tháng 11 năm 2014   | Paramount Channel (2014-2020) |
| Ba Lan               | Paramount Network | Tháng 3 năm 2015    | Viacom Blink! (2011–15) |
| Cộng hòa Séc         | Paramount Network | 12 tháng 1 năm 2021 | Prima Comedy Central (2015-2021)                                                                                                  |
| Hà Lan               | Paramount Network | 24 tháng 5 năm 2022 | TeenNick (2011-2015) Spike (2015-2022)                                                                                            |

### Ngừng hoạt đông
| Quốc gia                 | Tên gọi               | Ngày phát sóng       | Ngày ngừng phát sóng                            | Tên gọi cũ | Được thay thế bởi                                     |
| ------------------------ | --------------------- | -------------------- | ----------------------------------------------- | --- | ----------------------------------------------------- |
| Vương quốc Liên hiệp Anh | The Paramount Channel | 1 tháng 11 năm 1995  | Tháng 2 năm 1997                                | | Paramount Comedy Channel (hiện tại là Comedy Central) |
| Vương quốc Liên hiệp Anh | 5Spike                | 15 tháng 4 năm 2015  | 7 tháng 1 năm 2020                              | Spike (2015-2017) | Paramount Network (hiện tại là 5Action)               |
| Vương quốc Liên hiệp Anh | Paramount Network     | 4 tháng 7 năm 2018   | 19 tháng 1 năm 2022                             | | 5Action                                               |
| Ả Rập                    | Paramount Channel     | 2017                 | 2020                                            | |                                                       |
| România và Moldova       | Paramount Channel     | 2014                 | 2021                                            | |                                                       |
| Áo                       | Paramount Network     | 2018                 | 2021                                            | |                                                       |
| Đan Mạch                 | Paramount Network     | 2019                 | 2022                                            | Comedy Central (2014-2019) |                                                       |
| Phần Lan                 | Paramount Network     | 2019                 | 2022                                            | |                                                       |
| Ý                        | Paramount Network     | Tháng 2 năm 2016     | 17 tháng 1 năm 2022                             | Paramount Channel (2016-2019) |                                                       |
| Ý                        | Spike                 | 22 tháng 10 năm 2017 | 17 tháng 1 năm 2022                             | Fine Living (????-2017) |                                                       |
| Thụy Điển                | Paramount Network     | 15 tháng 1 năm 2019  | 2022                                            | Comedy Central (2009-2019) |                                                       |
| Mỹ Latinh (gốc)          | Paramount Channel     | Tháng 9 năm 1995     | 2003                                            | |                                                       |
| Úc                       | Spike                 | 1 tháng 7 năm 2016   | 27 tháng 2 năm 2022                             | |                                                       |
| Hungary                  | RTL Spike             | 1 tháng 12 năm 2016  | 12 tháng 1 năm 2021                             | TeenNick |                                                       |
| Canada                   | Paramount Network     | 1984                 | 2024                                            | The Nashville Network (1984–2000) The National Network (2000–2001) The New TNN (2001–2003) Spike TV (2003–2006) Spike (2006–2018) |                                                       |
| Nga & CIS                | Paramount Channel     | 2014                 | 2023                                            | |                                                       |
| Nga & CIS                | Spike                 | 15 tháng 3 năm 2017  | 1 tháng 6 năm 2021                              | |                                                       |
| Châu Á                   | Paramount Channel     | 2021                 | 2023 (Việt Nam và Hồng Kông) 2024 (toàn châu Á) | |                                                       |
| Philippines              | Paramount Network     | 1 tháng 6 năm 2019   | 1 tháng 4 năm 2024                              | |                                                       |